# صبيا
مدينة صبيا هي الحاضرة ومركز محافظة صبيا جنوب غرب السعودية، حيث تضم العديد من الخدمات والدوائر الحكومية التي يرجع لها سكان المحافظة.

## تاريخياً
يقول الهمداني في صفة جزيرة العرب (أن صبيا قرية من قرى مخلاف حَكْمَ) وقال ياقوت الحموي في معجم البلدان (أن صبيا قرية من قرى مخلاف عثر) ومن تاريخ الفترة التي عاشها الهمداني هو القرن الثالث عشر وأواسط العقد الرابع من القرن الرابع عشر حيث أنه توفي عام 334 هـ وتاريخ الحموي 573 هـ وتوفي عام 626 هـ. كانا يقصدان في ذلك موقع صبيا الذي كان يسمى «أبوْ دَنْقُور» وليست صبيا في مكانها الآن. أما تاريخ مدينة صبيا من ناحية الحكم فقد حكمت صبيا أسر كثيرة.

### الأسر التي حكمتها

#### أسرة الحكميين
حكمت أسرة بني الحكم صبيا لفترة من الزمن وملوكه من ال عبد الجد أما قبيلة بني الحكم اليوم حضارتها هي المضايا وقراها.

#### أسرة بنو طرف
هناك من يذكر ان اسرة بنو طرف حكمت صبيا، وبنو طرف ملوك مخلاف عثر موالين بنو مخزوم من قريش. وذكر ان سليمان بن طرف وحد مخلاف عثر وحكم. واختلفوا في نسبه وحقيقة تواجده حيث قيل أنه من بنو طرف موالي بنو مخزوم من قريش. وقيل أنه من قبيلة بنو حكم، من ذرية الصحابي عبدالجد الحكمي. وهناك من ينكر تواجده وينسب توحيد المخلاف إلى الأشراف السليمانيون من بني سليمان.

#### أسرة الغوانم
أسرة الأمراء الغوانم السليمانيين وسيطرت على المخلاف السليماني. فقد كان (عيسى بن حمزة) أميراً على (مخلاف حكم)، و (يحيى بن حمزة) أميراً على (مخلاف عثر) الممتد من شمال صبيا إلى (حَمَضَة) بالقحمة شمالاً. وعلي بن محمد بن ذروة أميراً على (خُلَبْ) وما صاقبها شمالاً، أي أنه كان أميراً من (خُلَبْ) جنوباً إلى صبيا شمالاً وخُلب هذا وادي يمر جنوب أحد المسارحة.

#### أسرة الذروات
هذه الأسرة امتداد لأسرة الغوانم لإن التاريخ لم يذكر اسم أي أسرة تولت الحكم بعد أسرة الغوانم مباشرة سوى (أسرة الذروات)، وقد ورد اسم علي بن محمد الذروة ضمن أسماء الرؤساء الغوانم حيث كان أميراً على (خُلَبْ).
وكان رؤساء الذروات حكاماً على صبيا وبعض قراها حينما كانت صبيا في (أبوْ دَنْقُور) ولا تزال أسرة الذروات موجودة إلى الآن وتقطن القرى الواقعة إلى الشرق من صبيا وإلى الشمال الشرقي والجنوب الشرقي منها ومن هذه القرى (الحُسَيْني) و (المشاف) و (حلة الأحوس) و (جُخَيرة) و (الجرور) و (الحُسَيْنيَة) و (العَرِيشْ) و (الِمعْترَض) وغيرها.

#### أسرة الخواجية
آلت إمارة صبيا من أسرة الذروات إلى أسرة الخواجية حين كانت في مكانها الأول (أبوْ دَنْقُور) وأول من تولى الأمارة هو (الشريف عيسى بن حسين الخواجي)المتوفى عام 951هـ وخلفة من بعده (الشريف دريب من مهارش الخواجي) وهناك مجموعة تولت إمارة صبيا منهم (الشريف عبد الوهاب الخواجي) و (شمس الدين الخواجي) كما أورد العقيلي في (تاريخ المخلاف السليماني) تقطن صبيا بقسميها وتسكن أيضاً في مدن وقرى مختلفة من منطقة جازان مثل (أبو عريش) و (الشقيري) من قرى وادي ضمد و (الباحر) من قرى صبيا و (السلامة العليا) و (السلامة السفلى) وبعض من منطقة عسير مثل (قنا) و (خميس البحر).

#### أسرة آل خيرات
كانت إمارتهم محصورة في الجزء الممتد من (حَرَضْ) في اليمن الشمالي جنوباً إلى مدينة (أبو عريش) شمالاً واستطاعت أن تضم إلى نفوذها مدينة صبيا ومخلافها الشمالي وأن تنتزع السلطة من الخواجية الذين كانو يحكمون صبيا ومن رؤساء هذه الأسرة (ناصر بن محمد الخيراتي) و (ناصر بن منصور الخيراتي) و (منصور بن ناصر الخيراتي)، وتقطن مدن وقرى متفرقة من منطقة جازان ومنها مدينة جازان نفسها وصبيا وأبو عريش ومعظمهم يسكنون مدينة صامطة وقراها، والبقية يسكنون في قرية الحسينية شرق صبيا.

#### أسرة الأدارسة
حكم محمد بن علي الإدريسي
تولى محمد بن علي الإدريسي الحكم على صبيا شهر ذي الحجة عام 1326هـ في وقت كان الأتراك يسيطرون على بعض بلدات المخلاف السليماني سيطرة رمزية بوقت كانت هناك مشاكل قائمة على أشدها بين بعض القبائل لكن الإدريسي استطاع بالتعاون مع شيوخ القبائل أن يسيطر على الأوضاع الأمنية في المخلاف. كان الإدريسي قبل توليه الحكم قد سعى للإصلاح بين أهل صبيا وقبائل (الَجَعاِفرَة) وأخمد نيران حرب اشتعلت بينهم طوال ست سنوات.
وبرز بعض المناوئين لحكم الإدريسي في المنطقة فبرز في صبيا (محمد طاهر رضوان الكناني) قائد القوات الادريسية والوزير المعتمد للأركان والقوات الحربية حارب وأخرج القوات التركية من منطقة المخلاف السليماني في العهد الادريسي ذكر عنه الكثير من البطولات في كتب المخلاف السليماني (أحمد شريف الخواجي) وأبو عريش (منصور الصاعدي) ومدينة جازان (علي سويد الأنصاري) وفرسان (عبد الله سهيل) وضمد (أحمد الهوداني) فقام الإدريسي واتخذ إجراءات ضدهم فنفى (منصور صعدي) إلى بلاد شهران وسجن (علي سويد الأنصاري) في جبل النظير وفر عبد الله سهيل هارباً إلى اليمن وحين عاد أدخله الإدريسي السجن وقام بقطع يدي (أحمد شريف الخواجي) واستسلم (أحمد الهوداني) فعفا عنه وتوفي محمد علي الإدريسي في شهر شعبان من عام 1341هـ. كان من وزرائه (محمد يحي باصهي ويحي زكري الحكمي وحمود سرداب ومحمد طاهر رضوان الكناني).
حُكم علي بن محمد الإدريسي
تولى الحكم بعد وفاة والده عام 1341هـ وقد وقعت بعض الأحداث بينه وبين عمه الحسن بن علي الإدريسي فكان الحسن الإدريسي يرى أنه أحق بالحكم من ابن أخيه الذي كان صغيراً في السن وهو الأجدر بإدارة الحكم لكبر سنه وخبرته بينما يرى علي الإدريسي بأنه الأحق في الحكم لأنه الوارث الشرعي لوالده ولكل واحد منهم من يؤيده وقد سارع علي الإدريسي بالانتقال إلى مدينة جازان واتخذها قاعدة لحكمه بدلاً من صبيا وأول عمل قام به بعد انتقاله إلى جازان هو نفي وزراء والده وبعض المسؤولين في حكومته لارتيابه في إخلاصهم له، ومن الوزراء الذين نفاهم إلى عدن، ومصوع في ارتيريا (محمد بن يحي باصهي ويحي زكري حكمي وحمود سرداب الحازمي ومحمد طاهر رضوان الكناني) ومن المسئولين في حكومته (محمد حيدر القبي، ومحمد أمين الشنقيطي، وعلي إبراهيم عطيف، ومحمد عبد الله عطيف، وعلي بن محمد الحازمي، وعبد الرحمن العتمي، ومحمد نور المارديني) وعيّن عدداً من الوزراء الجدد وهم (محمد عبد الله باصهي وعبد القادر باصهي وعمر صالح هاشم وعبده جراد) واتصفت فترة حكمه باختلال الأمن وعدم الاستقرار وانكمشت الحركة التجارية في سوق صبيا بسبب انقطاع الوفود عكس الحال إبان حكم والده واشتد الصراع بينه وبين عمه الحسن ووصل إلى درجة الاقتتال.
مما جعل عبد العزيز آل سعود يسارع إلى بذل الوساطة بين الجانبين فبعث وفد برئاسة محمد بن دليم للوساطة بينهما وانتهى الصراع أخيراً بتنازل علي محمد علي الإدريسي عن الحكم لعمه الحسن وسمح له عمه بترك المنطقة فغادرها إلى مكة المكرمة حيث أقام في رحاب الملك عبد العزيز.
حكم الحسن بن علي الإدريسي
تولى حكم صبيا بعد تنازل ابن أخيه أواخر عام 1344هـ، وفي عام 1345هـ عاد بعض الوزراء المنفيين السالف ذكرهم إلى صبيا قاعدة حكم الحسن الإدريسي فأعادهم إلى أعمالهم كما كانوا على عهد أخيه كما عاد بعض المسؤولين.
في عام 1345هـ وقّع الحسن الإدريسي معاهدة مع عبد العزيز بن عبد الرحمن آل سعود التي أُطلق عليها (معاهدة مكة المكرمة) شهر ربيع الآخر من عام 1345هـ، وأصبح الحسن الإدريسي تحت الحماية السعودية. وكان من ضمن بنود المعاهدة بند ينص على (لا يحق للحسن الإدريسي إشهار الحرب أو إبرام الصلح مع أي جهة إلا بموافقة الحكومة السعودية وطبقاً لذلك وصل أول مندوب سعودي إلى صبيا عام 1346هـ وهو (صالح عبد الواحد) وأقام مدة في صبيا ثم انتقل إلى جازان حيث إتخذها مقراً للمندوبية السعودية، وفي عام 1347هـ وصل (عبد الله بن ختلان) مندوباً سامياً خَلَفاً لصالح عبد الواحد، وفي عام 1348هـ وصل (حمد الشويغر) مندوباً سامياً خلفاً للمندوب عبد الله الخثلان إلى إلى جازان مقر المندوبية، لكن الحسن الإدريسي في عام 1351 هجرية قام بحركة اعتبرها الملك عبد العزيز خروجاً عن المعاهدة وإخلالاً بنصوصها مما اضطره للتدخل لإنهاء تلك الحركة التي تسببت في انتشار الفوضى ووقوع الحوادث وإزهاق أرواح مواطني المنطقة، وتمكن الملك عبد العزيز من القضاء عليها مما اضطر الحسن إلى الانتقال إلى اليمن، فطلب عبد العزيز آل سعود من الإمام يحيى حميد الدين تسليمهم، تنفيذاً للمعاهدة المبرمة بين الطرفين. إلا أن الإمام طلب من الملك أن يعفو عنهم، وأن يبقى الحسن الإدريسي وأهله في اليمن، فوافق الملك عبد العزيز على ذلك، وعفا عنهم. عاد بعضهم إلى جازان وتم تخصيص مرتبات للحسن وأسرته. لكن إمام شمال اليمن حاول استغلال الإدريسي ضد الملك عبد العزيز، فلما وقعت الحرب اليمنية السعودية سنة 1352هـ الموافقة لسنة 1933م، كان من شروط الصلح تسليم الأدارسة للملك. فسلموا بتاريخ 14 ربيع الأول 1353هـ الموافق 26 يونيو 1934م، وأنزلهم الملك عبد العزيز في مكة، وأقام الحسن الإدريسي فيها إلى أن توفي.

### مدينة صبيا القديمة
هي المدينة التي أسسها دريب بن مهارش الخواجي عام 958 هجرية. كما يوجد إلى الشرق من موقع صبيا القديمة موقع مدينة صبيا الجديدة بنحو ثلاثة كيلومترات والتي اختطها محمد بن علي الإدريسي عام 1338 للهجرة في فترة حكمه لصبيا حيث لا تزال بقايا وآثار القصور والمباني المتهدمة التي تعود إلى تلك الفترة.
في الوقت الحالي بدأت المسافة بين المدينتين تتلاشى وذلك نتيجة للامتداد والتوسع العمراني. لكن الطريق العام الذي يربط منطقة جازان بمدن المملكة الأخرى لا يزال يفصل بين صبيا القديمة وصبيا الجديدة. يتفرع من هذا الطريق العام طريق فرعي يتجه غرباً يصل إلى صبيا القديمة، كما أن هناك طريق فرعي آخر يتفرع من الطريق العام أيضاً يتجه شرقاً يصل إلى صبيا الجديدة وقرية صلهبة المجاورة لها.

### بيوت الادارسة
يرجع تاريخ بيوت الأدارسة إلى ما قبل توحيد المملكة العربية السعودية خلال فترة حكم أسرة الادارسة وتنسب هذه الآثار إلى الإدريسي الذي حكم المخلاف السليماني (منطقة جازان حالياً) في مطلع القرن الرابع عشر الهجري وتقع في صبيا الجديدة وهي آثار مبانٍ وقصور حال بعضها جيد والبعض الآخر لا بأس به لكنها لا زالت تعطي صورة جلية وواضحة عن الطراز العمراني الذي كان قائماً حينها وطريقة البناء والزخرفة التي كانت متبعة آنذاك وتحديداً في البيت الحجري التهامي وكذلك المسجد.

## أحياء مدينة صبيا
أحياء صبيا هي:
- الحي الغربي، ويسمى المركز الأسفل.
- الحي الشمالي، ويسمى المركز الشامي.
- الحي الجنوبي، ويسمى المركز اليماني.
- الحي الشرقي، ويسمى المركز الأعلى.
- حي ومركز الخواجية.
- حارة منامة.

كل حي من هذه الأحياء الستة له شيخ مسؤول عنه يختار من بين أهل الحي لحكمته وثقة الأهالي فيه.

## الخدمات
يوجد بمدينة صبيا العديد من الدوائر الحكومية أهمها:
- مركز للشرطة.
- مركز للأحوال المدنية.
- إدارة للدفاع المدني.
- إدارة للتربية والتعليم.

يتبع لها الكثير من إدارات التوجيه والإرشاد والتي تشرف على المدارس والمجمعات التابعة لها.
- رئاسة للمحاكم للفصل في القضايا والنزاعات.
- بلدية صبيا، التي تقوم بدور هام في المحافظة من كافة النواحي الخدمية.
- إسكان خيري يفي باحتياجات الفقراء والمحتاجين والأرامل والعجزة.
- الخدمات الصحية، وتتمثل في مستشفى صبيا العام.

## النشاط الاقتصادي
تمثل مدينة صبيا نقطة الارتكاز بالنسبة لبقية محافظات ومدن المنطقة إذ تقع في منتصف المنطقة من الشمال إلى الجنوب وهذا الموقع جعل منها مركز جذب تجاري واستثماري، فمنذ القِدم وإلى الآن يقام في مدينة صبيا سوق شعبي في يوم الثلاثاء من كل أسبوع، يعد من أكبر الأسواق الشعبي في المنطقة ويرتاده التجار من جميع مناطق جنوب المملكة من عسير والباحة ونجران، ثم توسعت الحركة التجارية بفعل الحركة الاقتصادية النشطة والمتنامية، فنمت المراكز والمؤسسات التجارية الحديثة في قلب المدينة وعلى أطرافها لتمثل معالم بارزة لمدينة ذات جذب اقتصادي.